# RIOT (sistema operatiu)
RIOT és un petit sistema operatiu per a sistemes en xarxa, amb limitacions de memòria i un enfocat en el baix consum de dispositus sense fils en el món de l'Internet de les coses (IoT - Internet Of Things). És un programa de codi obert, alliberat sota la Llicència pública general de GNU (LGPL).

## Origen
Va ser desenvolupat inicialment per la Universitat Lliure de Berlín (FU Berlin), Institut Nacional d'Investigació en Informàtica i Automàtica (INRIA) i la Hochschule für Angewandte Wissenschaften Hamburg (HAW Hamburg) nucli de RIOT. S'hereta majoritàriament de FireKernel, que va ser desenvolupat originalment per a xarxes de sensors.

## Aspectes Tècnics
RIOT es basa en una arquitectura de microkernel. A diferència d'altres sistemes operatius amb l'ús de memòria igualment baixa (com petits sistemes operatius o Contiki), RIOT permet programació d'aplicacions amb els llenguatges de programació C# i C ++, i proporciona l'opció de programació en multithread i en temps real.
RIOT s'executa en diferents arquitectures i models de processadors: 8-bits (com AVR ATMEGA), 16 bits (com TI MSP430) i 32 bits (com ARM Cortex). Un port natiu també permet utilitzar RIOT per a funcionar com un procés de sistema a Linuxo OS X, que permet l'ús d'eines de desenvolupament i depuració estàndard, com ara GNU Compiler Collection (GCC), depurador de GNU, Valgrind, etc. Wireshark RIOT Operating System Interface (POSIX) és en part portàtil i compatible.
RIOT ofereix diverses piles de xarxa, incloent IPv6, 6LoWPAN, o la creació de xarxes centrades en contingut i protocols estàndard, com RPL, User Datagram Protocol (UDP), i COAP.

## Codi Font
El codi font de RIOT està disponible a GitHub, i és desenvolupat per una comunitat internacional de desenvolupadors de codi obert.